# Jose Francisco Galán Trespalacios
José Francisco Galán Trespalacios (Llonín, Peñamellera Alta, Asturias, 4 de mayo de 1917) gaitero asturiano (también conocido como Pancho Galan) que desde temprana edad mostró interés en este instrumento y que tuvo a Llanín y Cesar de La Borbolla, Manolo Rivas como maestros en los que inspirar su aprendizaje autodidacta. Se le reconoce por haber desarrollado durante buena parte del siglo XX una labor fundamental como instrumentista, estudioso y difusor de la música tradicional asturiana.
Su destreza y fama crecientes sirven para que en 1953 sea contratado por “los de Alles” para participar acompañándoles en las piraguas del Sella. Su participación en toda clase de celebraciones tanto populares como eclesiásticas por Asturias y Cantabria, acabaría granjeándole el reconocimiento para más adelante llevar la gaita por toda España e incluso viajó a tocar la gaita en el exterior hasta Santo Domingo o Francia. Tanto individualmente, acompañado por su hermano como tamborilero, como con el grupo Corri Corri, su trayectoria fue vital en la conservación de piezas de la música tradicional Asturiana.

## Reconocimiento del músico
La labor por la música tradicional asturiana de Jose Francisco es finalmente reconocida en el año 1994, donde él junto a su hermano Secundino reciben merecido homenaje en un evento celebrado en el Teatro Campoamor.
En el año 1999 también sería objeto de reconocimiento en la Casa de la Cultura de Mieres.
En el año 2000 tras su muerte, se le realiza un homenaje póstumo durante el XXX Certamen del Queso de Cabrales. A partir de esa edición el Día de la Gaita de dicho certamen celebrado anualmente pasa a conocerse como “Memorial Gaitero de Llonín” como reconocimiento a los más de cincuenta años en que Pancho ha tocado la gaita por todo el oriente de Asturias, España y varios países más.

## Ecos de peñamellera
El disco Ecos de Peñamellera, reseñado en el anuario de los premios AMAS 2015, es el resultado de un estudio de todo el repertorio musical del gaiteru de Llonin, y en el mismo se recopilarán 11 temas a partir del material disponible del músico. Con la dirección de Ricardo Soberado Hoyos, el disco cuenta además con la participación de grandes músicos como José Manuel Tejedor, Sergio Sordo, Miguel Ángel Noriega, María Sánchez "La Pastorina del Cares", Javier Tejedor, Jorge Méndez y el grupo de Gaitas del Principado de Asturias.
El disco se presentaría en 2015 aprovechando un homenaje póstumo a la figura del gaitero celebrado en la Iglesia de Alles.
Los temas incluidos en el disco son:
1. Pasacales. 2:51
2. El trepeletré. 1:59
3. La niña está en el monte. 2:27
4. Las lavanderas de Portugal. 2:08
5. Rumba. 3:39
6. La cabraliega. 3:48
7. Veante mis ojos. 1:55
8. La jota y lo mudau. 3:16
9. Santander. 1:14
10. Dios al hacer este mundo ("Tierrina mia") 2:18
11. Campomanes. 3:18
12. Yo canto a Peñamellera. 3:23
13. Viva, viva Jesús mi amor. 2:11
14. Vals de Manolo Rivas. 1:32
15. Pancho Galán (Grabaciones del muséu de la gaita d'Asturies) 1:32